# Championnat de Suisse de tchoukball 2007-2008
 (juillet 2022).
Si vous disposez d'ouvrages ou d'articles de référence ou si vous connaissez des sites web de qualité traitant du thème abordé ici, merci de compléter l'article en donnant les références utiles à sa vérifiabilité et en les liant à la section « Notes et références ».
Navigation
2006-2007 2008-2009
Le championnat de Suisse de tchoukball 2007-2008 se joue entre quinze étapes, toutes romandes, sur deux divisions. Huit équipes évoluent en ligue nationale A (LNA) et sept en ligue nationale B (LNB).
Lausanne 1 remporte le titre de champion de Suisse en battant La Chaux-de-Fonds. Genève 1 termine à la troisième position. Genève 2 est relégué en LNB au profit de Chambésy.

## Ligue nationale A

### Format
Le premier tour de championnat se joue sous la forme d'un groupe unique, dans lequel chaque équipe joue une fois contre toutes les autres. Au terme de ce tour, les quatre meilleures équipes et les quatre dernières sont séparées dans deux groupes distincts en emmenant la moitié des points du premier tour (arrondis à l'entier supérieur). Dans chaque groupe, chacune des équipes affrontent les trois autres dans le cadre d'un match unique, le match retour du premier tour.
Ensuite, les quatre équipes du groupe pour le titre, jouent des play-offs avec des demi-finales (1er contre 4e et 2e contre 3e) puis des finales dans des rencontres qui se déroulent au meilleur des trois matchs, c'est-à-dire que la première équipe qui gagne deux parties remporte la série.
Concernant le tour contre la relégation, les deux premières du groupe se maintiennent alors que les deux dernières disputent un barrage de promotion-relégation contre les deux premiers de la ligue nationale B dans une rencontre au meilleur des trois matchs.

### Clubs engagés
Les huit équipes engagées sont les suivantes :
- Équipe nationale féminine
- Genève 1
- Genève 2
- La Chaux-de-Fonds
- Lausanne 1
- Lausanne 2
- Nyon
- Val-de-Ruz

### 1ertour

#### Résultats
| Journée | Domicile                  | Score | Extérieur                 |
| ------- | ------------------------- | ----- | ------------------------- |
| 1       | Val-de-Ruz                | 50-47 | Genève 1                  |
| 1       | La Chaux-de-Fonds         | 62-30 | Lausanne 2                |
| 1       | Genève 2                  | 36-52 | Équipe nationale féminine |
| 1       | Lausanne 1                | 63-46 | Nyon                      |
| 2       | Genève 2                  | 32-63 | Val-de-Ruz                |
| 2       | Lausanne 1                | 55-57 | La Chaux-de-Fonds         |
| 2       | Nyon                      | 56-42 | Lausanne 2                |
| 2       | Équipe nationale féminine | 43-51 | Genève 1                  |
| 3       | Nyon                      | 67-43 | Genève 2                  |
| 3       | Val-de-Ruz                | 65-37 | Équipe nationale féminine |
| 3       | Genève 1                  | 58-59 | La Chaux-de-Fonds         |
| 3       | Lausanne 2                | 44-51 | Lausanne 1                |
| 4       | Équipe nationale féminine | 34-42 | Nyon                      |
| 4       | La Chaux-de-Fonds         | 66-70 | Val-de-Ruz                |
| 4       | Genève 2                  | 35-62 | Lausanne 1                |
| 4       | Lausanne 2                | 50-47 | Genève 1                  |
| 5       | La Chaux-de-Fonds         | 65-60 | Nyon                      |
| 5       | Genève 1                  | 63-27 | Genève 2                  |
| 5       | Val-de-Ruz                | 67-40 | Lausanne 2                |
| 5       | Lausanne 1                | 73-27 | Équipe nationale féminine |
| 6       | Nyon                      | 52-61 | Genève 1                  |
| 6       | Lausanne 1                | 71-43 | Val-de-Ruz                |
| 6       | Genève 2                  | 22-52 | La Chaux-de-Fonds         |
| 6       | Équipe nationale féminine | 41-51 | Lausanne 2                |
| 7       | Val-de-Ruz                | 63-45 | Nyon                      |
| 7       | Genève 1                  | 48-56 | Lausanne 1                |
| 7       | La Chaux-de-Fonds         | 56-51 | Équipe nationale féminine |
| 7       | Lausanne 2                | 57-23 | Genève 2                  |

| Résultats ( dom., ext.)   | LS 1  | LS 2  | GE 1  | GE 2  | CdF   | VdR   | Nyon  | ENF   |
| ------------------------- | ----- | ----- | ----- | ----- | ----- | ----- | ----- | ----- |
| Lausanne 1                |       |       |       |       | 55-57 | 71-43 | 63-46 | 73-27 |
| Lausanne 2                | 44-51 |       | 50-47 | 57-23 |       |       |       |       |
| Genève 1                  | 48-56 |       |       | 63-27 | 58-59 |       |       |       |
| Genève 2                  | 35-62 |       |       |       | 22-52 | 32-63 |       | 36-52 |
| La Chaux-de-Fonds         |       | 62-30 |       |       |       | 66-70 | 65-60 | 56-51 |
| Val-de-Ruz                |       | 67-40 | 50-47 |       |       |       | 63-45 | 65-37 |
| Nyon                      |       | 56-42 | 52-61 | 67-43 |       |       |       |       |
| Équipe nationale féminine |       | 41-51 | 43-51 |       |       |       | 34-42 |       |

#### Classement
| Rang | Équipe                    | MJ | V | N | D | F | PM  | PE  | Diff | Pts |
| ---- | ------------------------- | -- | - | - | - | - | --- | --- | ---- | --- |
| 1er  | Lausanne 1                | 7  | 6 | 0 | 1 | 0 | 431 | 300 | 131  | 19  |
| 2e   | La Chaux-de-Fonds         | 7  | 6 | 0 | 1 | 0 | 417 | 346 | 71   | 19  |
| 3e   | Val-de-Ruz                | 7  | 6 | 0 | 1 | 0 | 421 | 338 | 83   | 19  |
| 4e   | Genève 1                  | 7  | 3 | 0 | 4 | 0 | 375 | 337 | 38   | 13  |
| 5e   | Nyon                      | 7  | 3 | 0 | 4 | 0 | 368 | 371 | -3   | 13  |
| 6e   | Lausanne 2                | 7  | 3 | 0 | 4 | 0 | 314 | 347 | -33  | 13  |
| 7e   | Équipe nationale féminine | 7  | 1 | 0 | 6 | 0 | 285 | 374 | -89  | 9   |
| 8e   | Genève 2                  | 7  | 0 | 0 | 7 | 0 | 218 | 416 | -198 | 7   |

|  | Qualifié pour le tour final pour le titre        |
|  | Qualifié pour le tour final contre la relégation |

### 2etour

#### Groupe pour le titre

##### Résultats
| Journée | Domicile          | Score | Extérieur         |
| ------- | ----------------- | ----- | ----------------- |
| 1       | Val-de-Ruz        | 52-55 | Genève 1          |
| 1       | Lausanne 1        | 67-53 | La Chaux-de-Fonds |
| 2       | Genève 1          | 69-61 | La Chaux-de-Fonds |
| 2       | Val-de-Ruz        | 61-62 | Lausanne 1        |
| 3       | La Chaux-de-Fonds | 65-64 | Val-de-Ruz        |
| 3       | Lausanne 1        | 58-47 | Genève 1          |

| Résultats ( dom., ext.) | LS 1  | CdF   | VdR   | GE 1  |
| ----------------------- | ----- | ----- | ----- | ----- |
| Lausanne 1              |       | 67-53 |       | 58-47 |
| La Chaux-de-Fonds       |       |       | 65-64 |       |
| Val-de-Ruz              | 61-62 |       |       | 52-55 |
| Genève 1                |       | 69-61 |       |       |

##### Classement
| Rang | Équipe            | MJ | V | N | D | F | PM  | PE  | Diff | Pts | Aj   |
| ---- | ----------------- | -- | - | - | - | - | --- | --- | ---- | --- | ---- |
| 1er  | Lausanne 1        | 3  | 3 | 0 | 0 | 0 | 187 | 161 | 26   | 19  | (10) |
| 2e   | La Chaux-de-Fonds | 3  | 1 | 0 | 2 | 0 | 179 | 200 | -25  | 15  | (10) |
| 3e   | Genève 1          | 3  | 2 | 0 | 1 | 0 | 171 | 171 | 0    | 14  | (7)  |
| 4e   | Val-de-Ruz        | 3  | 0 | 0 | 3 | 0 | 177 | 182 | -5   | 13  | (10) |

|  | Qualifié pour les play-offs |

#### Tour contre la relégation

##### Résultats
| Journée | Domicile                  | Score | Extérieur                 |
| ------- | ------------------------- | ----- | ------------------------- |
| 1       | Équipe nationale féminine | 39-36 | Genève 2                  |
| 1       | Nyon                      | 56-40 | Lausanne 2                |
| 2       | Équipe nationale féminine | 29-46 | Nyon                      |
| 2       | Genève 2                  | 37-54 | Lausanne 2                |
| 3       | Nyon                      | 57-36 | Genève 2                  |
| 3       | Lausanne 2                | 46-40 | Équipe nationale féminine |

| Résultats ( dom., ext.)   | Nyon  | LS 2  | ENF   | GE 2  |
| ------------------------- | ----- | ----- | ----- | ----- |
| Nyon                      |       | 56-40 |       | 57-36 |
| Lausanne 2                |       |       | 46-40 |       |
| Équipe nationale féminine | 29-46 |       |       | 39-36 |
| Genève 2                  |       | 37-54 |       |       |

##### Classement
| Rang | Équipe                    | MJ | V | N | D | F | PM  | PE  | Diff | Pts | Aj  |
| ---- | ------------------------- | -- | - | - | - | - | --- | --- | ---- | --- | --- |
| 1er  | Nyon                      | 3  | 3 | 0 | 0 | 0 | 159 | 105 | 54   | 16  | (7) |
| 2e   | Lausanne 2                | 3  | 2 | 0 | 1 | 0 | 140 | 133 | 7    | 14  | (7) |
| 3e   | Équipe nationale féminine | 3  | 1 | 0 | 2 | 0 | 108 | 128 | -20  | 10  | (5) |
| 4e   | Genève 2                  | 3  | 0 | 0 | 3 | 0 | 109 | 150 | -41  | 7   | (4) |

|  | Fin de saison aux 5e et 6e places             |
|  | Joueront les barrages de promotion-relégation |

### Play-offs
|  |                   |            |                   |            |            |                               |    |        |        |        |        |        |
|  | 1/2 finale        | 1/2 finale | 1/2 finale        | 1/2 finale | 1/2 finale |                               |    | Finale | Finale | Finale | Finale | Finale |
|  |                   |            |                   |            |            |                               |    |        |        |        |        |        |
|  |                   |            |                   |            |            |                               |    |        |        |        |        |        |
|  | Lausanne 1        | (2)        | 64                | 64         |            |                               |    |        |        |        |        |        |
|  | Lausanne 1        | (2)        | 64                | 64         |            |                               |    |        |        |        |        |        |
|  | Val-de-Ruz 1      | (0)        | 46                | 47         |            |                               |    |        |        |        |        |        |
|  | Val-de-Ruz 1      | (0)        | 46                | 47         | Lausanne 1 | (2)                           | 63 | 70     |        |        |        |        |
|  |                   |            |                   |            |            | (2)                           | 63 | 70     |        |        |        |        |
|  |                   |            | La Chaux-de-Fonds | (0)        | 49         | 58                            |    |        |        |        |        |        |
|  | La Chaux-de-Fonds | (2)        | La Chaux-de-Fonds | (0)        | 49         | 58                            | 61 | 56     | 77     |        |        |        |
|  | La Chaux-de-Fonds | (2)        |                   |            |            |                               | 61 | 56     | 77     |        |        |        |
|  | Genève 1          | (1)        | 54                | 64         | 76         |                               |    |        |        |        |        |        |
|  | Genève 1          | (1)        | 54                | 64         | 76         | Match pour la troisième place |    |        |        |        |        |        |
|  |                   |            |                   |            |            |                               |    |        |        |        |        |        |
|  |                   |            |                   |            |            |                               |    |        |        |        |        |        |
|  |                   |            |                   |            |            |                               |    |        |        |        |        |        |
|  | Val-de-Ruz 1      | (1)        | 65                | 50         | 58         |                               |    |        |        |        |        |        |
|  | Val-de-Ruz 1      | (1)        | 65                | 50         | 58         |                               |    |        |        |        |        |        |
|  | Genève 1          | (2)        | 61                | 53         | 64         |                               |    |        |        |        |        |        |

### Promotion-relégation
L'équipe nationale féminine se maintient aux dépens d'Uni Neuchâtel alors que Genève 2 est relégué au profit de Chambésy.
|  |                               |     |    |    |  |
|  | Match de promotion-relégation |     |    |    |  |
|  |                               |     |    |    |  |
|  |                               |     |    |    |  |
|  | Équipe nationale féminine     | (2) | 48 | 54 |  |
|  | Équipe nationale féminine     | (2) | 48 | 54 |  |
|  | Uni Neuchâtel                 | (0) | 36 | 52 |  |

|  |                               |     |    |    |  |
|  | Match de promotion-relégation |     |    |    |  |
|  |                               |     |    |    |  |
|  |                               |     |    |    |  |
|  | Genève 2                      | (0) | 47 | 32 |  |
|  | Genève 2                      | (0) | 47 | 32 |  |
|  | Chambésy                      | (2) | 57 | 75 |  |

### Classement final
Lausanne 1, qui réalise le triplé championnat, coupe et European Winners' Cup, et La Chaux-de-Fonds se qualifient pour la European Winners' Cup 2009 alors que Genève 2 est relégué en ligue nationale B.
| Rang | Équipe                    |
| ---- | ------------------------- |
| 1er  | Lausanne 1                |
| 2e   | La Chaux-de-Fonds         |
| 3e   | Genève 1                  |
| 4e   | Val-de-Ruz 1              |
| 5e   | Nyon                      |
| 6e   | Lausanne 2                |
| 7e   | Équipe nationale féminine |
| 8e   | Genève 2                  |

## Ligue nationale B

### Clubs engagés
Les sept équipes engagées sont les suivantes :
- Chambésy
- Chavannes
- Fribourg Région
- Genève 3
- TBC Neuchâtel
- Uni Neuchâtel
- Val-de-Ruz 2

### Classement final
Chambésy remporte la ligue nationale B et est promu en ligue nationale A aux dépens de Genève 2 à la suite des barrages de promotion-relégation.
| Rang | Équipe          |
| ---- | --------------- |
| 1er  | Chambésy        |
| 2e   | Uni Neuchâtel   |
| 3e   | TBC Neuchâtel   |
| 4e   | Val-de-Ruz 2    |
| 5e   | Fribourg Région |
| 6e   | Chavannes       |
| 7e   | Genève 3        |